# Mark Bartholdsson
Mark Bartholdsson, född 27 maj 1958 i Stockholm, är en svensk operasångare, tenor, som bland annat varit verksam vid Kungliga Operan i Stockholm.

## Utbildning
Bartholdsson började i Adolf Fredriks musikskola vid 10 års ålder. Efter gymnasiet följde ekonomistudier på Stockholms universitet. Sedan tog musiken över, där bland andra Nicolai Gedda, Sonny Peterson samt Helge Brilioth var sångpedagoger. Bartholdsson gick Operastudions operautbildning och började på Operahögskolan i Stockholm 1985.

## Karriär
År 1988 blev Bartholdsson anställd på Operan i Stockholm och samma höst debuterade han med titelrollen i Bizets Dr Mirakel.
Mellan 1985 och 1988 medverkade Bartholdsson som solist i fyra sommarproduktioner under Vadstenaakademins ledning, där Den gifte stackaren av Cimarosa utsändes av SVT. Under sin tid på Operan i Stockholm, från och med 1988, gjorde Bartholdsson en mängd roller, bland andra
"Almaviva" i Barberaren i Sevilla , "Matteo" i Arabella, "Goro" i Madame Butterfly, "Basilio" i Figaros bröllop, "Allesandro" i Il re pastore och "Jaquino" i Fidelio. Senast Bartholdsson medverkade på Operan var i Lohengrin år 2012.
Vid Drottningholmsteatern har Bartholdsson framträdd som solist i ”Una cosa Rara” av Martin y Soler samt som Pilad i "Electra" av Haeffner. Bartholdsson har även framträtt som solist på de flesta operascener i Sverige med roller som bland andra Don José i "Carmen", Gustav III i "Maskeradbalen", titelrollen i Verdis "Don Carlos", Alfred i "Läderlappen", Paris i "Sköna Helena", Ruggero i "La Rondine", Bellefleur i "Resan till Reims", Edwin i "Czardasfurstinnan", titelrollen Simon i "Tiggarstudenten" samt Jan i samma operett, Camille de Rossillion, med flera.
Bartholdsson har gjort mer än 60 operaroller på scenen och har genom åren sjungit som solist i de flesta oratorier, bland annat Bachs Juloratorium, Johannespassionen, Mozarts Requiem, Saint-Sains juloratorium med flera.

## Stipendier
Stipendier som Bartholdsson har fått innefattar:   
- Christina Nilsson-stipendiet
- Anders Sandrew-stipendiet
- Odd Fellow
- Huddinge kommuns Kulturstipendium